# Championnat de Yougoslavie de football 1952-1953
Navigation
Saison précédente Saison suivante
La saison 1952-1953 du Championnat de Yougoslavie de football était la vingt-quatrième édition du championnat de première division en Yougoslavie. Les douze meilleurs clubs du pays prennent part à la compétition et sont regroupées en une poule unique où chaque formation affronte deux fois ses adversaires, à domicile et à l'extérieur. En fin de saison, pour permettre le passage du championnat de 12 à 14 équipes, les deux derniers du classement sont relégués et remplacés par les quatre meilleures équipes de deuxième division.
C'est le club de l'Étoile rouge de Belgrade qui remporte la compétition, en terminant en tête du classement final, avec deux points d'avance sur le tenant du titre, l'Hajduk Split et six sur le Partizan Belgrade. C'est le 2e titre de champion de Yougoslavie de l'histoire du club.

## Les clubs participants
| - Partizan Belgrade - Dinamo Zagreb - Étoile rouge de Belgrade - Hajduk Split - BSK Belgrade - FK Vojvodina Novi Sad | - NK Zagreb - Lokomotiva Zagreb - Velez Mostar - Promu de D2 - FK Sarajevo - FK Vardar Skopje - Spartak Subotica - Promu de D2 |

## Compétition

### Classement
Le classement est effectué en utilisant le barème classique (victoire à 2 points, match nul un point, défaite zéro point).
| Rang | Équipe                   | Pts | J  | G  | N | P  | Bp | Bc | Diff |
| ---- | ------------------------ | --- | -- | -- | - | -- | -- | -- | ---- |
| 1    | Étoile rouge de Belgrade | 31  | 22 | 13 | 5 | 4  | 47 | 27 | +20  |
| 2    | Hajduk Split (T)         | 29  | 22 | 11 | 7 | 4  | 49 | 35 | +14  |
| 3    | Partizan Belgrade        | 25  | 22 | 11 | 3 | 8  | 58 | 36 | +22  |
| 4    | Vojvodina Novi Sad       | 24  | 22 | 10 | 4 | 8  | 37 | 26 | +11  |
| 5    | BSK Belgrade (C)         | 23  | 22 | 9  | 5 | 8  | 34 | 37 | -3   |
| 6    | FK Sarajevo              | 22  | 22 | 9  | 4 | 9  | 39 | 33 | +6   |
| 7    | Dinamo Zagreb            | 20  | 22 | 8  | 6 | 8  | 32 | 30 | +2   |
| 8    | Lokomotiva Zagreb        | 21  | 22 | 6  | 9 | 7  | 33 | 40 | -7   |
| 9    | FK Vardar Skopje         | 19  | 22 | 7  | 5 | 10 | 37 | 46 | -9   |
| 10   | Spartak Subotica (P)     | 19  | 22 | 8  | 3 | 11 | 33 | 44 | -11  |
| 11   | Velez Mostar (P)         | 15  | 22 | 6  | 3 | 13 | 30 | 51 | -21  |
| 12   | NK Zagreb                | 14  | 22 | 5  | 4 | 13 | 23 | 37 | -14  |

|  | Champion de Yougoslavie 1952-1953                                                                 |
|  | Relégation directe en deuxième division                                                           |
|  | (T) : Tenant du titre (C) : Vainqueur de la Coupe de Yougoslavie (P) : Promu de deuxième division |

## Bilan de la saison
| Championnat de Yougoslavie de football 1952-1953                        |                                     |
| Champion                                                                | Étoile rouge de Belgrade (2e titre) |
| Coupes et trophées                                                      |                                     |
| Vainqueur de la Coupe de Yougoslavie 1952-1953                          | BSK Belgrade                        |
| Promotions et relégations                                               |                                     |
| Promus en Prva Liga                                                     | Odred Ljubljana                     |
| Promus en Prva Liga                                                     | FK Rabotnički Skopje                |
| Promus en Prva Liga                                                     | FK Radnički Jugopetrol Belgrade     |
| Promus en Prva Liga                                                     | Proleter Zrenjanin                  |
| Relégués en Championnat de Yougoslavie de football de deuxième division | Velez Mostar                        |
| Relégués en Championnat de Yougoslavie de football de deuxième division | NK Zagreb                           |